# Зеленоборське
Зеленобо́рське (рос. Зеленоборское) — село у складі Шадрінського району Курганської області, Росія. Адміністративний центр Зеленоборської сільської ради.
Населення — 257 осіб (2010, 420 у 2002).
Національний склад станом на 2002 рік: росіяни — 95 %.